# 飛田航介
飛田航介（とびた こうすけ、1970年11月28日 - ）は、日本の俳優。

## プロフィール
東京都出身。暁星国際高等学校卒業後にアメリカのサルヴェ・レジーナ大学に留学する。帰国後、文学座に入り俳優の道を進み、NHKの大河ドラマ「葵 徳川三代」やTBSテレビの「月曜ミステリー劇場・警察庁特別広域捜査官 宮之原警部の愛と追跡」などのテレビドラマに出演する。